# Menhir I von Bann
Der Menhir I von Bann ist eine Megalithanlage in der Pfalz. Er steht unter Denkmalschutz.

## Lage
Der Menhir liegt im Norden der Gemarkung der Ortsgemeinde Bann am Nordostfuß des Kahlenberg auf 382 Metern Höhe am Übergang vom Pfälzerwald zur Sickinger Höhe an einem Feldweg zum Sportplatz in unmittelbarer Nähe zur Landesstraße 363. Wenige Meter weiter nördlich verläuft die Gemarkungsgrenze zur Stadt Landstuhl. Weiter südwestlich befindet sich der Bann-Main Tech Control Facility Tower.

## Beschreibung
Der Menhir besteht aus Sandstein und enthält ein Kreuz, das 120 Zentimeter hoch und 21 Zentimeter breit ist. Unmittelbar daneben befindet sich eine Infotafel sowie ein Sockelstein aus der Zeit des Barock, auf dem Anfang 2022 ein neues Wegekreuz aufgestellt wurde.

## Geschichte
Das Objekt stammt entweder aus der Jungsteinzeit oder aus der Keltenzeit und wurde 1732 erstmals erwähnt. Sein eingeritztes Kreuz wurde erst lange nach seiner Aufstellung hinzugefügt. Im Jahr 2000 wurde der Menhir freigelegt.

## Besonderheiten
Weiter nordöstlich befindet sich ein weiterer Menhir, der ebenfalls der Gemeinde Bann zugerechnet wird, sich jedoch bereits auf der Gemarkung von Kindsbach befindet.